# Хартманн, Карел
Карел Хартманн (чеш. Karel Hartmann; 9 июля 1885 — 16 октября 1944) — чехословацкий хоккеист. Чемпион Европы 1922 года.

## Биография
Карел Хартманн родился 9 июля 1885 года. Начинал играть в хоккей за команду ЧСС Прага. С 1923 года выступал за хоккейный клуб «Спарта» (Прага). Участник международных соревнований по хоккею. Бронзовый медалист чемпионата мира по хоккею 1920 года (в рамках летних Олимпийских игр 1920 года в Антверпене). Чемпион Европы 1922 года. Серебряный призёр чемпионата Европы 1921 года, бронзовый призёр чемпионата Европы 1923 года.
За сборную Чехословакии по хоккею провёл 13 матчей, забросил 2 шайбы.
Помимо хоккея Карел Хартманн был адвокатом, руководил своей адвокатской конторой в Праге, у него было двое детей.
Из-за своего еврейского происхождения стал узником концлагерей. 23 июля 1942 года был транспортирован в концлагерь Терезиенштадт. 16 октября 1944 года был перевезён в печально известный Освенцим, где скончался.